# Möllarn
Möllarn, finska: Mylläri, är öar i Finland. De ligger i Finska viken och i kommunen Helsingfors i landskapet Nyland, i den södra delen av landet. Öarna ligger omkring 14 kilometer sydöst om Helsingfors.
Arean för den av öarna koordinaterna pekar på är 0,3 hektar och dess största längd är 70 meter i nord-sydlig riktning. Närmaste större samhälle är Helsingfors, 14,8 km väster om Möllarn.